# Détroit de Tablas
Le détroit de Tablas (en philippin : Kipot ng Tablas), également détroit de Tabuas, est un détroit dans l'archipel des Philippines qui relie la mer de Sibuyan, située au nord-est, à la mer de Sulu au sud-ouest. Le détroit sépare l'île de Mindoro des îles de Panay et de Romblon. La profondeur approximative du détroit est de 545 mètres. 

Carte du détroit de Tablas.

Le détroit est connu pour être le lieu où le MV Doña Paz, un ferry à passagers appartenant à Sulpicio Lines, a coulé le 20 décembre 1987 après être entré en collision avec le pétrolier MT Vector, faisant plus de 4 386 morts. Ce fut l'une des tragédies les plus meurtrières de l'histoire, la plus meurtrière en temps de paix. 